# Готфрид I (Спонхайм)
Готфрид I (II) фон Спонхайм (на немски: Gottfried II von Sponheim; * вер. 1115; † сл. 1183) от род Спанхайми, е вторият граф на Графство Спонхайм от 1136 или 1135 до 1183 г.

## Произход
Той е син на граф на Мегинхард фон Спонхайм (ок. 1085 – ок. 1136) и съпругата му Матилда от Мьорсберг († 1152/1180), дъщеря на граф Адалберт от Мьорсберг († 1125) и на Матилда дьо Бар-Мусон, дъщеря на граф Дитрих от Мусон.

## Фамилия
Готфрид I (II) се жени два пъти и има децата:
1-ви брак с жена от Велденц:
- Герлах († 1198)

2-ри брак с жена дьо Клерво:
- Валрам († 1187/1192)
- Готфрид II (VI) (* 1165; † 1183/1223), граф на Спонхайм
- Хайнрих († 1189/1199 в Адрианопол)
- Симон († сл. 1183)
- Алберт († 1197/1204)
- Лудвиг († 1193)
- Ида
- дъщеря (Елизабет?) († ок. 1160), омъжена за пфалцграф Конрад Хоенщауфен († 1195)